# Halocoryne pirainoid
Halocoryne pirainoid är en nässeldjursart som beskrevs av Boero, Bouillon och Gravili 2000. Halocoryne pirainoid ingår i släktet Halocoryne och familjen Halocorynidae. Inga underarter finns listade i Catalogue of Life.